# Hugh Young
Hugh Young era un autor, físico y profesor estadounidense, dedicó su trabajo a la docencia e investigación sobre física de partículas elementales, así como fue autor y colaborador en varios libros de texto sobre física.

## Historia
Hugh D. Young era un profesor de física en la Carnegie Mellon University de Pittsburgh (Pensilvania). Realizó estudios de licenciatura y posgrado en Carnegie Mellon, y obtuvo su doctorado en teoría de partículas fundamentales bajo la dirección del finado Richard Cutkosky. Ingresó al profesorado de Carnegie Mellon en 1956, y también se desempeñó como profesor visitante durante dos años en la University of California en Berkeley.
La carrera del profesor Young se ha centrado en su totalidad en torno a la educación de la licenciatura. Ha escrito varios libros de texto de nivel licenciatura, y en 1973 fue coautor con Francis Sears y Mark Zemansky de sus bien conocidos textos introductorios. Al fallecer los profesores Sears y Zemansky, el profesor Young asumió toda la responsabilidad de las nuevas ediciones de estos libros, y trabajó junto con el profesor Freedman en el caso de Física Universitaria.
El profesor Young era entusiasta del esquí acuático, del alpinismo y el excursionismo. También dedicó varios años de calidad de organista asociado de la catedral de San Pablo en Pittsburg, y ha dado numerosos recitales en la región de Pittsburg. El profesor Young y su esposa Alice acostumbraban viajar extensamente en el verano, especialmente en Europa y en los cañones desérticos del sur de Utah.

## = Libros
- Hugh, Young; Roger Freedman (2013). Sears and Zemansky's University Physics (13ª edición). Pearson Education.

- Hugh, Young; Roger Freedman (2013). Sears and Zemansky's University Physics with Modern Physics (13ª edición). Pearson Education.

- Hugh, Young (2011). Sears and Zemansky's College Physics (9ª edición). Addison Wesley.

- Hugh, Young (1962). Statistical Treatment of Experimental Data. McGraw-Hill.

- Hugh, Young (1973). Fundamentals of Mechanics and Heat (2ª edición). McGraw-Hill.

- Hugh, Young (1976). Fundamentals of Waves, Optics and Modern Physics (2ª edición). McGraw-Hill.